# Sérgio Grilo
Sérgio Grilo (3 de maio de 1973 - 12 de novembro de 2013) foi um ator português.

## Biografia
Sérgio Grilo estreou-se no teatro na Casa Velha, em Maputo, Moçambique. A partir de 1994, integrou o elenco de inúmeras peças de teatro, em companhias como os Lisbon Players ou os Artistas Unidos. Participou em várias telenovelas e séries de televisão, como Morangos com Açúcar, Floribella, Doce Fugitiva e Mundo ao Contrário, e em longas e curtas-metragens, como Os Imortais, Filme do Desassossego, A Morte de Carlos Gardel ou Quarta Divisão. Foi ainda duplo em cinema e televisão, como em A Sombra dos Abutres, Inspector Max ou Second Life.
Faleceu no dia 12 de novembro de 2013, aos 40 anos, vítima de cancro no pâncreas.

## Filmografia

### Televisão
| Ano  | Título                      | Papel                 | Notas                              |
| ---- | --------------------------- | --------------------- | ---------------------------------- |
| 1995 | Une femme dans la tourmente |                       | Telefilme                          |
| 1999 | Esquadra de Polícia         |                       | Ep. 04                             |
| 2000 | A Febre do Ouro Negro       | Bandido               | Minissérie                         |
| 2000 | Jornalistas                 |                       | Ep. 19 (2ª temp.)                  |
| 2000 | A Raia dos Medos            |                       | Ep. 4 e 5                          |
| 2000 | O Bairro da Fonte           |                       | Ep. 5 (1ª temp.)                   |
| 2000 | Mustang                     |                       | Telefilme                          |
| 2004 | Inspector Max               | Polícia               | Ep. 2 (1ª temp.)                   |
| 2004 | Morangos com Açúcar         | Jacinto               | 1ª temporada                       |
| 2005 | Até Amanhã, Camaradas       | Trabalhador           | Minissérie                         |
| 2006 | Floribella                  |                       | Telenovela                         |
| 2007 | Nome de Código: Sintra      |                       | Série                              |
| 2007 | Doce Fugitiva               | Inspetor César Duarte | Telenovela                         |
| 2008 | T2 Para 3                   | Professor             | Série                              |
| 2008 | Feitiço de Amor             | Jorge                 | Telenovela                         |
| 2008 | Resistirei                  | Condutor              | Telenovela, ep. 6                  |
| 2008 | Liberdade 21                | Oficial Silva         | Ep. 7 (1ª temp.), ep. 5 (2ª temp.) |
| 2009 | A Vida Privada de Salazar   |                       | Ep. 1                              |
| 2009 | Conexão                     | Inspector PJ          | Minissérie                         |
| 2009 | Um Lugar para Viver         |                       | Ep. 9                              |
| 2010 | Laços de Sangue             |                       | Telenovela                         |
| 2011 | Tempo Final                 | Rui                   | Minissérie                         |
| 2012 | A Família Mata              | Antunes               | Ep. 8 (2ª temp.)                   |
| 2012 | Doida por Ti                |                       | Telenovela                         |
| 2013 | Destinos Cruzados           | Guarda Peixoto        | Telenovela                         |
| 2013 | Mundo ao Contrário          |                       |                                    |

### Cinema
| Ano  | Título                                | Papel                            | Notas          |
| ---- | ------------------------------------- | -------------------------------- | -------------- |
| 1996 | Dançar Até Morrer                     |                                  |                |
| 1998 | A Sombra dos Abutres                  |                                  |                |
| 2000 | Toreros                               |                                  |                |
| 2000 | Capitães de Abril                     | Condutor                         |                |
| 2003 | Os Imortais                           |                                  |                |
| 2004 | O Porteiro                            |                                  | Curta-metragem |
| 2005 | O Almoço                              | Pedro Augusto                    | Curta-metragem |
| 2007 | Amar Dentro do Peito Uma Donzela      | Juiz                             | Curta-metragem |
| 2007 | Rio Turvo                             | Sargento Bera                    |                |
| 2007 | Corrupção                             | Membro da claque                 |                |
| 2007 | Call Girl                             | Antigo cliente                   |                |
| 2008 | Amália - O Filme                      | Fotógrafo                        |                |
| 2009 | Second Life                           |                                  |                |
| 2009 | Gravidade                             |                                  | Curta-metragem |
| 2009 | Sweet Valentine                       |                                  |                |
| 2009 | A Esperança Está Onde Menos Se Espera |                                  |                |
| 2010 | Bandidas                              | Um sniper                        | Curta-metragem |
| 2010 | Filme do Desassossego                 | Bêbado Franzino                  |                |
| 2011 | A Morte de Carlos Gardel              | Agente de Segurança do Aeroporto |                |
| 2013 | Quarta Divisão                        | Guarda prisional                 |                |